# Felipe López Delgado
Felipe López Delgado (1902-1981) fue un arquitecto español de comienzos del siglo XX. Su estilo se enmarcaba en la arquitectura racionalista en Madrid propia de comienzo del siglo XX. Una de sus obras más destacadas fue el edificio que aloja al Teatro Fígaro, construido en el año 1931. Obra que le supuso la Segunda Medalla en la Exposición Nacional de Bellas Artes de 1932. Fue un destacado miembro del GATEPAC (Grupo de Artistas y Técnicos Españoles para el Progreso de la Arquitectura Contemporánea). Entre sus obras de posguerra se encuentra el Bar y Salón de Té "Xauen"' en la calle Serrano, así como un concurso para fuente conmemorativa de la Traída de Aguas en Vitoria, el edificio del 'Cine Coruña' en la Coruña. Se presentó a concurso para la realización de la Fuente de Juan de Villanueva, quedado segundo. 